# 尤文氏肉瘤
尤文氏肉瘤（Ewing sarcoma），又称尤文肉瘤、尤因肉瘤，是一种发生在骨骼或软组织中的肉瘤型癌症，在组织形态、超微结构和免疫表型上，是由形态一致、密集排列的小圆细胞构成的恶性肿瘤，且具有神经外胚层分化的特点。
好发在10-20岁少年或成年早期，中位诊断年龄为15岁，因此常为儿科癌症，以男性略多见（男女比为3：2），早期即可发生肺转移，预后差，但對放射治疗敏感。以第22号染色体上的EWS基因移位并形成融合基因为特点，根据肿瘤组织的遗传子可以确定诊断。
此病由美国病理学家詹姆斯·尤因（James Ewing）於1921年首先报道，取名为骨的弥漫性血管内皮瘤。其后Oberling（1928年）认为起源于骨髓网状细胞，称之为网状肉瘤。

## 症状
1. 疼痛:是最常见的症状。大约有2/3的患者可有间歇性疼痛。疼痛程度不一，初发时不严重，但逐渐加重。
2. 局部肿块:随疼痛的加剧而出现局部肿块，肿块生长迅速，表面可呈红、肿、热、痛的炎症表现。
3. 全身症状:体温升高，白细胞增多，周身不适，乏力，食欲下降及贫血等。

## 诊断依据
1. 多见于儿童及少年，好发于四肢长骨和骨盆、長管骨[4]。
2. 局部疼痛和压痛，皮温高、皮肤潮红，浅静脉怒张充盈。肿胀生长较快，可有发热、血沉加快。很少合并病理性骨折。[4]
3. Ｘ线摄片显示尤文氏肉瘤的表现多种多样，依发生部位不同，表现亦不相同，有时骨干处可见葱皮状骨膜反应。
4. 病理检查可确诊。病理组织影像为小圆细胞弥漫性增生，肿瘤细胞的细胞质富含糖原，PAS染色阳性[4]。

## 治疗
- 放疗、手术、化疗联合应用效果较单一治疗好。
- 尤文肉瘤本身对放疗敏感，放疗后肿瘤迅速缩小，疼痛减轻。但放疗不能阻止其发展和转移。
- 对孤立性肺转移瘤，可行肺叶切除后化疗，或局部放疗，可减轻症状，延长生命。
- 只要能够将肿瘤切除，则应切除加中等量的放疗加多药联合化疗。

## 药物
目前认为对尤文肉瘤有效的药物有环磷酰胺、阿霉素、更生霉素、长春新碱、卡氮芥等。